# Pierwszy gabinet Henry’ego Pelhama

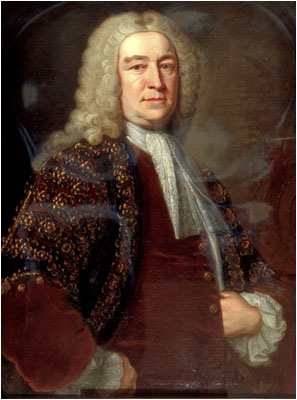
Henry Pelham, premier, pierwszy lord skarbu, kanclerz skarbu

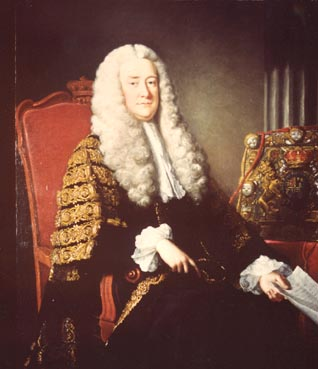
Baron Hardwicke, lord kanclerz

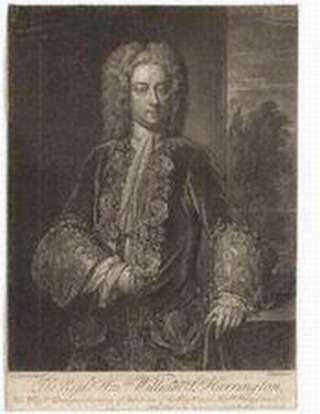
Hrabia Harrington, lord przewodniczący Rady, minister północnego departamentu

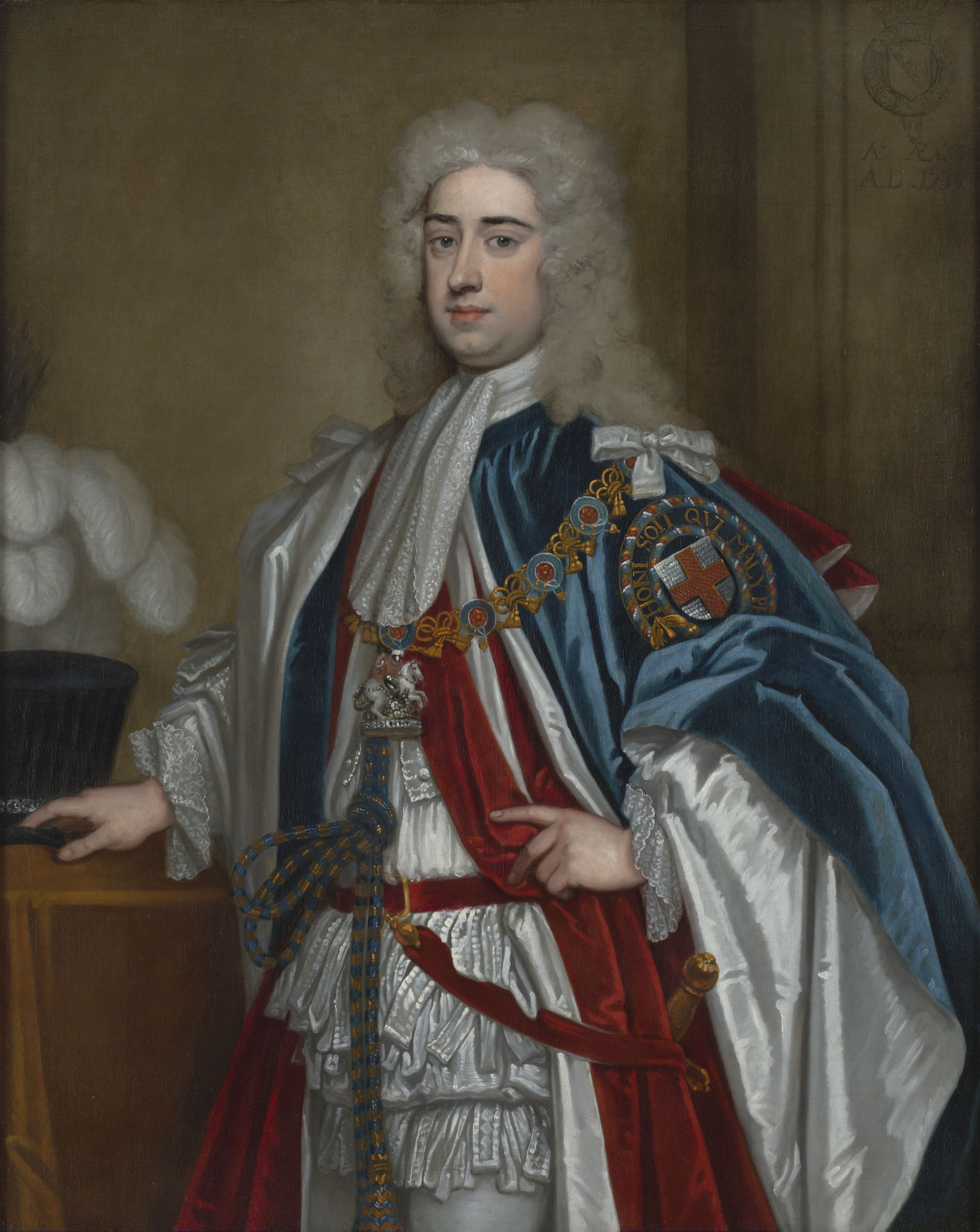
Książę Dorset, lord przewodniczący Rady

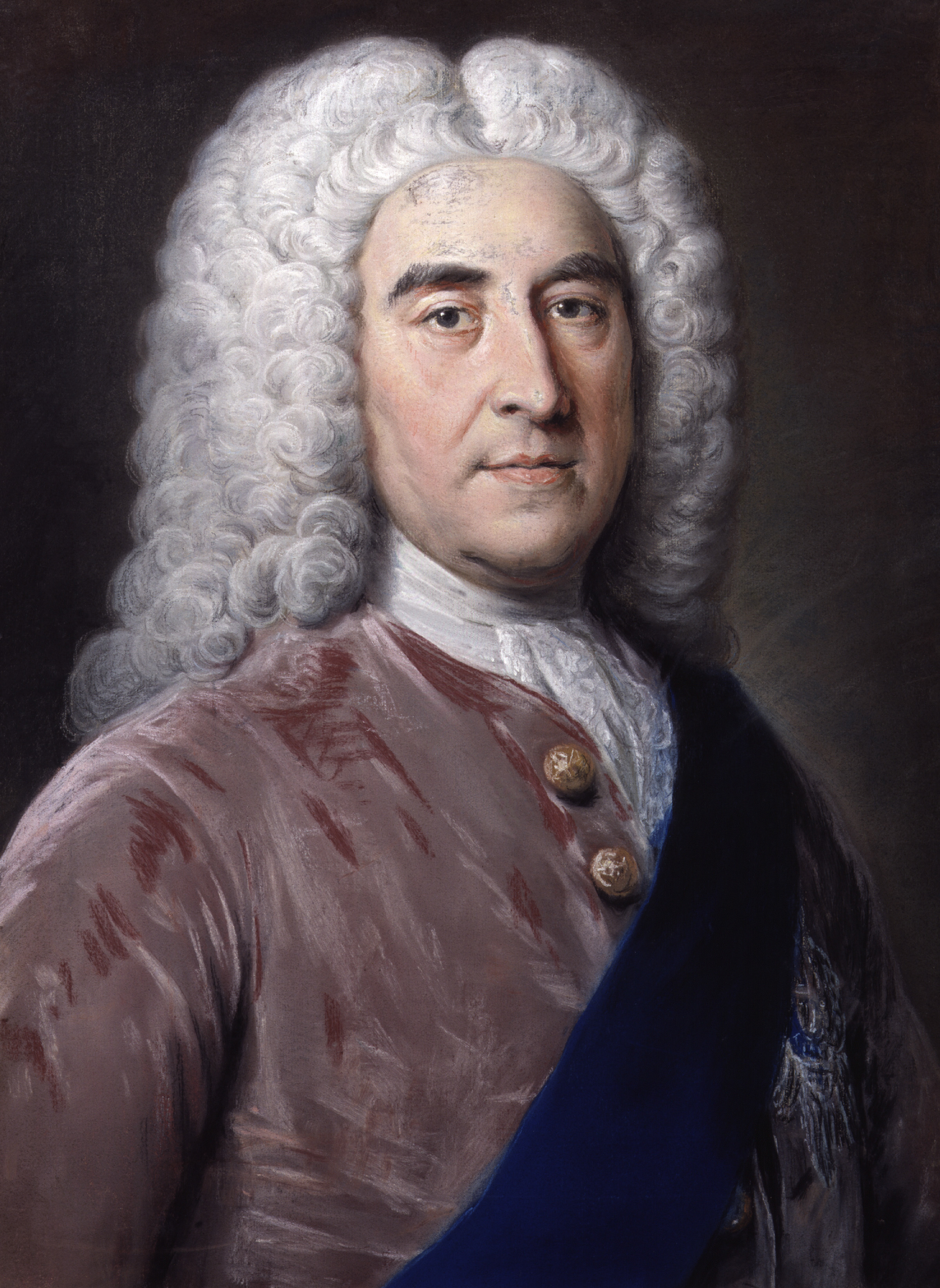
Książę Newcastle, minister południowego departamentu

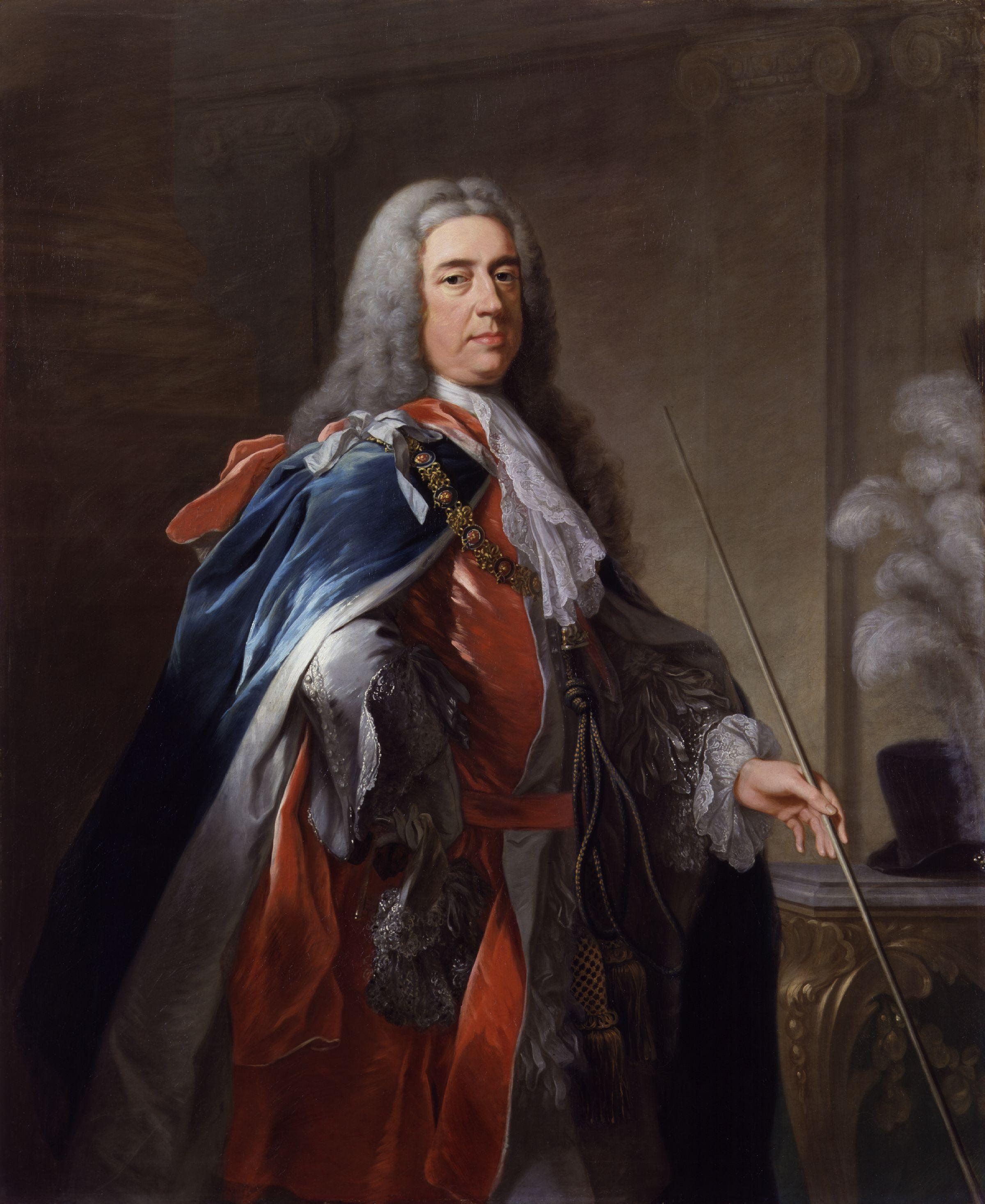
Książę Grafton, lord szambelan

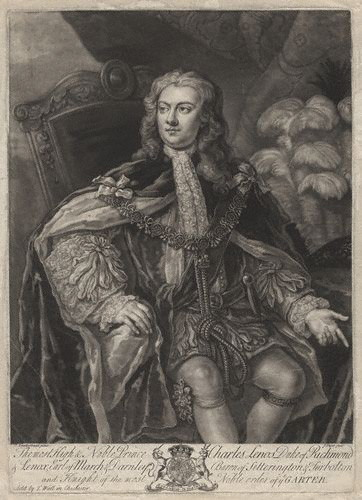
Książę Richmond, Koniuszy Królewski

Henry Pelham został powołany na stanowisko premiera Wielkiej Brytanii 27 sierpnia 1743 r. 10 lutego 1746 r. podał swój pierwszy gabinet do dymisji. Powrócił na stanowisko kilka dni później.

## Skład gabinetu
| Urząd                                        | Imię i nazwisko                                                                | Kadencja            |
| -------------------------------------------- | ------------------------------------------------------------------------------ | ------------------- |
| Premier Pierwszy Lord Skarbu Kanclerz skarbu | Henry Pelham                                                                   | 1743–1746           |
|                                              |                                                                                |                     |
| Lord kanclerz                                | Philip Yorke, 1. baron Hardwicke                                               | 1743–1746           |
| Lord tajnej pieczęci                         | George Cholmondeley, 3. hrabia Cholmondeley John Leveson-Gower, 2. baron Gower | 1743–1744 1744–1746 |
| Lord przewodniczący Rady                     | William Stanhope, 1. hrabia Harrington Lionel Sackville, 1. książę Dorset      | 1743–1744 1744–1746 |
| Minister północnego departamentu             | John Carteret, 2. baron Carteret William Stanhope, 1. hrabia Harrington        | 1743–1744 1744–1746 |
| Minister południowego departamentu           | Thomas Pelham-Holles, 1. książę Newcastle                                      | 1743–1746           |
| Kanclerz Księstwa Lancaster                  | Richard Edgcumbe, 1. baron Edgcumbe                                            | 1743–1744           |
| Generał artylerii                            | John Montagu, 2. książę Montagu                                                | 1743–1746           |
| Pierwszy lord Admiralicji                    | Daniel Finch, 8. hrabia Winchilsea John Russell, 4. książę Bedford             | 1743–1744 1744–1746 |
| Płacmistrz armii                             | Thomas Winnington                                                              | 1743–1744           |
| Lord strażnik Wielkiej Pieczęci Szkocji      | Archibald Campbell, 3. książę Argyll                                           | 1744–1746           |
| Minister ds. Szkocji                         | John Hay, 4. markiz Tweeddale                                                  | 1744–1746           |
| Lord szambelan                               | Charles FitzRoy, 2. książę Grafton                                             | 1744–1746           |
| Koniuszy królewski                           | Charles Lennox, 2. książę Richmond                                             | 1744–1746           |